# 章鎰
章鎰（1441年—1486年），字元益，號静斋，浙江鄞縣人，明朝政治人物。進士出身。

## 生平
天順六年壬午科順天府鄉試第五十一名。成化二年（1466年）丙戌科會試第四十二名，殿試登進士第三甲第二十四名。改庶吉士，成化三年十月授兵科给事中。时番僧继晓得皇帝宠幸，纵恣不法，章镒极言继晓扰乱风俗，乞正典刑，以清朝廷。疏入，即收继晓诛之，直声振天下。十年六月升本科右，十一年十月升兵科都给事。论列剀切，权势敛迹。寻以劾奏威宁伯王越忤㫖，夺官归。著有《樂行稿》。

## 家族
曾祖章禮榮。祖父章傑。父亲章經。從弟章锐。